# Мы, двое мужчин
«Мы, двое мужчин» — советский художественный фильм 1962 года снятый Юрием Лысенко по сценарию Анатолия Кузнецова (на основе его рассказа «Юрка — бесштанная команда»).
Фильм был выпущен в прокат, но после эмиграции Кузнецова в 1969 году был запрещён и долгое время не демонстрировался.

## Сюжет
В украинской глубинке к колхозному шофёру Мишке Горлову, едущему в город за трансформатором, и, заодно, перевозящему на рынок торговок, обращается сельская молодая учительница, которая просит взять в город своего сына Юрку, чтобы купить ему школьный костюм для первого класса. Грубый и скандальный шофёр нехотя соглашается. В пути, полном неожиданных ситуаций и приключений, Мишка с тяжёлым характером и маленький, но самостоятельный Юрка быстро находят общий язык, во многом, благодаря тому, что оба они росли без отцов. И Горлов начинает переосмысливать свою непутёвую холостую жизнь…

## В ролях
- Василий Шукшин — Мишка Горлов, водитель грузовика ГАЗ-51
- Валерий Король — Юрка, сын учительницы
- Владимир Дальский — продавец одежды
- Александра Саламатина — пассажирка с яйцами
- Анатолий Костенко
- Джемма Осмоловская — роженица
- Вера Предаевич — учительница, мама Юрки
- Борис Сабуров — председатель колхоза
- Валентин Грудинин — собутыльник Михаила
- Надежда Новацкая
- Борис Лукьянов
- Владимир Минченко
- Юрий Киреев — парень в пивной
- Мария Капнист — пассажирка с гусем
- Толя Трофименко — мальчик в каске
- Таня Кальсина — девочка с бидоном
- Ирина Зарубина (нет в титрах)
- Виктор Полищук — на пароме (нет в титрах)
- Иван Матвеев — на пароме (нет в титрах)
- Нина Тамарова (нет в титрах)

## Съёмочная группа
- Сценарий Анатолия Кузнецова
- Постановка Юрия Лысенко
- Оператор — Сергей Лисецкий
- Художник — Николай Резник
- Композитор — Евгений Зубцов
- Режиссёр — П. Федоряченко
- Звукооператор: Рива Бисноватая
- Монтаж Татьяны Сивчиковой
- Редактор — Л. Чумакова
- Костюмы З. Корнеевой
- Грим — А. Матвеева
- Ассистенты:

режиссёра — М. Новиков, Е. Яценко
оператора — Л. Кравченко, Н. Журавлёв
художника — Н. Поштаренко
- Комбинированные съёмки:

оператор — Дмитрий Вакулюк
художник — А. Бойко
- Оркестр оперной студии Киевской консерватории имени П. И. Чайковского

Дирижёр Вениамин Тольба
- Директор картины — Григорий Брусин

## История создания
Съёмки фильма проходили в областях УССР и в Киеве — на Брест-Литовском проспекте возле Воздухофлотского путепровода, на Крещатике.
По свидетельству Анатолия Кузнецова, которому очень понравился снятый фильм, «Мы, двое мужчин» наряду с официозной картиной «Знакомьтесь, Балуев» были отобраны для представления на Московском международном кинофестивале 1963 года, однако в последний момент в программе без объявления причины их фильм был заменён на «Порожний рейс».